# Grindr
Grindr ist eine App für Mobile Dating, die es schwulen und bisexuellen Männern sowie transgeschlechtlichen Menschen ermöglicht, andere Männer und transgeschlechtliche Menschen in ihrer näheren Umgebung zu lokalisieren und mit ihnen Kontakt aufzunehmen. Mit mehr als 27 Millionen Nutzern in 192 Ländern (Stand: 2021) ist Grindr die am weitesten verbreitete Dating-App für schwule und bisexuelle Männer. Die App existiert für iOS und Android, die Version für Blackberry wurde eingestellt (Stand: 2019). Die App ist grundsätzlich kostenlos, eine bezahlte Version erlaubt jedoch mehr Funktionen.

## Name
Der Name „Grindr“ wurde gewählt, weil es die Idee verkörpert, Menschen zu „grinden“ (mahlen, schleifen, schmirgeln), genau wie auch eine Kaffeemühle Kaffeebohnen zusammen mahlt. Außerdem ist „Grindr“ ein Kofferwort von „Guy“ (Kerl) und „Finder“.

## Funktionen
Die Benutzeroberfläche besteht aus einem Mosaik von Profilbildern jener hundert Nutzer, die sich am nächsten befinden, sortiert nach Entfernung von nahe nach fern und unter Angabe ihres Benutzernamens. Durch einen Klick auf das Profilbild vergrößert sich das Profilbild und mehr Informationen über den Benutzer erscheinen (u. a. Entfernung in Metern, Alter, „Ethnie“, Vorlieben und eine kurze Selbstbeschreibung), das Profilbild zu vergrößern, mit der Person zu chatten, ihr Bilder oder die eigene Position zu senden. Es gibt die Möglichkeit, Nutzer zu blockieren oder als Favoriten zu markieren. Benutzer können sich auch einer Gruppe der schwulen Subkultur einordnen wie beispielsweise Bear, Twink, Jock, Daddy und Trans und andere anhand verschiedener Kriterien filtern. Nutzer können in ihrem Profil auch ihre identifizierte sexuelle Rolle sichtbar machen: aktiv, passiv oder vielseitig. Seit 2022 bietet die App auch eine Option für diejenigen, die nicht-penetrativen Sex suchen.
Die Bezahlversion Grindr Xtra kommt ohne Werbung aus, zeigt bis zu 300 Profilbilder auf der Benutzeroberfläche an, hat mehr Filteroptionen und erlaubt es, schnell zwischen der Ansicht verschiedener Profile zu wechseln.
Die Benutzeroberfläche ist auch ohne Anmeldung bei bloßem Herunterladen zugänglich. Für ein Aufrufen der Profile und alle damit verbundenen Funktionen sowie die Filterfunktionen ist eine Anmeldung nötig. Die App verlangt ein Mindestalter von 18 Jahren.

## Verwendung
2013 verwendeten rund ein Sechstel aller Nutzer die App täglich. Dabei riefen sie die App durchschnittlich achtmal am Tag auf und verbrachten anderthalb Stunden täglich mit Grindr.
Ein möglicher Verwendungszweck für Nutzer der App ist es, andere Männer in ihrer Nähe zu Casual Sex zu treffen: In einer Studie unter 195 18- bis 24-jährigen Männern, die Sex mit Männern haben in Los Angeles aus dem Jahr 2012 gaben 76 % an, Sexualkontakte mit Personen gehabt zu haben, die sie über Grindr kennengelernt haben. Grindr selbst bewirbt diese Anwendungsmöglichkeit jedoch nicht und verbietet offensichtliche Hinweise zu Sex in Profilbeschreibungen sowie vollständige Nacktheit oder Bekleidung ausschließlich mit Unterwäsche auf öffentlichen Profilbildern. Die gleiche Studie erhob, dass die befragten Männer wesentlich öfter Kondome mit Partnern verwendeten, die sie über Grindr kennenlernten, als mit Partnern, die sie sonst kennenlernten.
Der Kulturwissenschaftler Kane Race nennt neben dem Suchen nach Sexualkontakten auch das „Checking in“ als wesentlichen Verwendungszweck von Nutzern der App. Er sieht dies als Schlüsselelement einer erotisch veranlagten schwulen Identität, „in der Online-Browsing und zufällige Chats zu einer verlockenden Methode alltäglicher Ablenkung, Steigerung des persönlichen Wertgefühls und sozialer Anerkennung werden“.

## Entstehung und Verbreitung
Grindr wurde 2009 von Joel Simkhai gegründet.
Als mit dem iPhone 3G 2008 das erste Smartphone mit GPS-Funktion erschien, beauftragte Joel Simkhai Programmierer für 5.000 US-Dollar mit der Entwicklung der App. Am 25. März 2009 brachte die Firma Nearby Buddy Finder, LLC. sie auf den Markt. Obwohl die App vor allem für den US-amerikanischen Markt konzipiert war und sich die meisten Nutzer auch heute in den Vereinigten Staaten befinden, verbreitete sie sich durch Berichte auf schwulen Online-Magazinen und durch Mundpropaganda weltweit. Als Stephen Fry die App 2009 in der britischen Fernsehsendung Top Gear erwähnte, stieg die Nutzerzahl im Vereinigten Königreich um 30.000. Innerhalb eines Jahres hatte die App 500.000 Nutzer.
Am 18. Juni 2012 gab Grindr bekannt, vier Millionen Nutzer in 192 Ländern zu haben, wobei 1,1 Millionen davon die App täglich benutzten. Zum fünfjährigen Jubiläum 2014 gab Grindr bekannt, dass die App mehr als 10 Millionen Mal heruntergeladen worden sei und 5 Millionen Benutzer die App monatlich nutzten. Die Stadt mit der höchsten Nutzerzahl ist London mit 264.000 Nutzern. In Deutschland waren 2014 177.000 Männer auf Grindr angemeldet, in Österreich ca. 25.000.
Seit Januar 2016 war Grindr mehrheitlich im Besitz des chinesischen Unternehmens Beijing Kunlun Tech.
Im Juni 2020 wurde Grindr auf Druck des Committee on Foreign Investment in the United States (CFIUS) für 608 $ Mio. an San Vicente Acquisition LLC verkauft.

## Bedeutung
Grindr hat geosoziales Mobile Dating etabliert, noch bevor vergleichbare Apps wie Tinder ab 2012 an Bedeutung gewannen. 2011 gründete Grindr in Zusammenarbeit mit Badoo mit Blendr ein an heterosexuelle Personen gerichtetes Pendant, das jedoch nicht den gleichen Erfolg hatte.
Der Erfolg von Grindr hat zur Entstehung von anderen Dating-Apps für schwule und bisexuelle Männer mit einer Spezialisierung auf Untergruppen geführt, so etwa Scruff (für Männer mit Bart), Mister (für ältere Männer) und Growlr (für Bears). Gleichzeitig steht Grindr in Konkurrenz zu bereits länger etablierten Online-Kontaktportalen für schwule und bisexuelle Männer wie Romeo und Manhunt.net und bewirkte, dass etablierte Portale einen größeren Fokus auf die Entwicklung eigener Apps oder den Ausbau von Mobilversionen ihrer Websites legten.

## Kontroversen und Kritik
Jaime Woo kritisiert in seinem Buch Meet Grindr: How One App Changed The Way We Connect, dass die Veranlagung der App durch ihre minimalistische Einschränkung auf das Aussehen einer Person eine wichtige Basis dafür bilden, dass Benutzer in ihrem Kennenlernen über die App oberflächlich handeln. Ein Foto und eine kurze Beschreibung gäben nicht genügend Informationen, um einen ersten Eindruck unabhängig von visuellen Merkmalen zu schaffen und könnten den Zwang, klassischen Schönheitsidealen zu entsprechen, verschärfen.
Gängige Aussagen auf Benutzerprofilen sind etwa „keine Asiaten“ („No Asians“), „keine Schwarzen“ („No Blacks“) oder „keine Dicken“ („No Fats“) sowie die Umschreibung der Hautfarbe bzw. ethnischen Zugehörigkeit mit Lebensmittelbegriffen („chocolate“, „curry“, „rice“). Grindr wird vorgeworfen, nicht stark genug gegen diskriminierende Sprache vorzugehen, auch weil Grindr derartige Aussagen nicht als diskriminierend einstuft, sondern als Ausdruck der Sexualpräferenz versteht. Grindr entgegnete, dass ein großes Moderatorenteam die Nutzungsbedingungen durchsetze, die unter anderem Inhalte verbieten, die Hass, Rassismus oder physische Gewalt verbreiten oder verherrlichen. Das Unternehmen fordere seine Nutzer auch auf, zu beschreiben, an wem sie interessiert sind und nicht, an wem sie nicht interessiert sind.
Im Januar 2013 kam es zu einer Kontroverse angesichts des zunehmenden Trends von Grindr-Nutzern, Profilbilder am Denkmal für die ermordeten Juden Europas in Berlin aufzunehmen und diese für Dating-Zwecke zu gebrauchen. Simkhai reagierte zunächst, indem er sich tief davon berührt zeigte, wie Benutzer der App „am Gedenken für den Holocaust teilnehmen“, distanzierte sich später aber von dem Trend und rief zu größerem Respekt gegenüber dem Gedenken auf.
2014 hatte der niederländische Künstler Dries Verhoeven während des Kunstprojektes Wanna Play? – Liebe in Zeiten von Grindr auf dem Berliner Heinrichplatz Grindr-Nutzer zu sich in seinen gläsernen Container eingeladen, in dem er mehrere Tage lebte. Er geriet jedoch in die Kritik und musste das ursprünglich auf 15 Tage angelegte Projekt mit dem Theater Hebbel am Ufer (HAU) nach fünf Tagen abbrechen. Fotos und Nachrichten der Nutzer waren ohne deren Wissen an den Container projiziert worden.
Wochen zuvor war Grindr in die Kritik geraten, weil es möglich war, Nutzer an ihrem genauen Aufenthaltsort zu lokalisieren. Das stellt besonders in Ländern, in denen Schwule verfolgt werden, eine Gefahr dar. Inzwischen hat Grindr die Sicherheitslücke behoben.
Im April 2018 geriet Grindr in die Kritik, weil bekannt wurde, dass die Firma Nutzerdaten, darunter insbesondere Wohnort, E-Mail-Adresse und HIV-Status, an zwei externe amerikanische Softwarefirmen weitergegeben hatte. Ein norwegisches Forschungsunternehmen war der Ansicht, diese Fremdfirmen hätten keine Zulassung zur Sicherung medizinischer Daten. Es bestehe die Gefahr, dass Nutzer identifiziert und die Daten in falsche Hände geraten könnten. Grindr-Manager Chen äußerte sich dahingehend, dass eine solche Weitergabe branchenüblich sei, außerdem seien die Partner zur strikten Geheimhaltung verpflichtet worden.
Am 26. Januar 2021 gab die norwegische Aufsichtsbehörde Datatilsynet bekannt: Grindr LLC droht wegen der Weitergabe von dem genauen Standort, das Alter, das Geschlecht und die sexuelle Orientierung seiner Nutzer an zahlreiche Werbepartner ein Bußgeld in Höhe von 100 Millionen Kronen (etwa 9,6 Millionen Euro), das sind immerhin 10 % des weltweiten Jahresumsatzes bzw. ein Drittel des Jahresgewinns 2019. Am 15. Dezember 2021 verhängte die norwegische Datenschutzbehörde Norwegian Data Protection Authority (NO DPA) gegen Grindr LLC dann ein Bußgeld in Höhe von 65 Millionen Norwegische Kronen (etwa 6,5 Millionen Euro). Der Einspruch von Grindr LLC wurde am 29. September 2023 von der Berufungsinstanz abgewiesen. Das Bezirksgericht Oslo bestätigt mit Urteil vom 1. Juli 2024 eine Strafe nach der Datenschutzgrundverordnung gegen Grindr.
Derzeit läuft auch im Vereinigten Königreich ein Verfahren gegen Grindr; Betroffene haben auf Basis einer Datenschutzaufsichtsentscheidung eine Sammelklage angestrengt.

## Grindr for Equality
Im Februar 2012 gründete Grindr Grindr for Equality (G4E), einen geozentrierten politischen Dienst, der das Bewusstsein für LGBT-Gleichstellungsfragen schärfen soll. Im Vorfeld der US-Wahlen 2012 ermutigte er die Benutzer, sich zur Stimmabgabe registrieren zu lassen, und stellte Informationen über LGBT-befürwortende Kandidaten in ihren Gebieten zur Verfügung.
Die G4E ist jetzt ein internationales LGBTQ-Gesundheits- und Menschenrechtsprogramm und bewilligte im November 2019 insgesamt 100.000 US-Dollar an Organisationen und Aktivisten, die den LGBTQ-Gemeinschaften im Nahen Osten und in Nordafrika direkte Dienste und Fürsprachearbeit leisten.